# Tanninsäure
Tanninsäure, auch Gerbsäure oder nur Tannin genannt, ist eine chemisch nicht einheitlich zusammengesetzte Substanz aus der Gruppe der Tannine. Charakteristisch ist die polyphenolische Struktur. Tanninsäure enthält keine freien Carbonsäuregruppen (Carboxygruppen), ist aber wegen der Vielzahl an phenolischen Hydroxygruppen schwach sauer.

## Eigenschaften
Tanninsäure ist ein Gemisch von Estern der Glucose mit Gallussäure und 3-Galloylgallussäure. Formal enthält die Substanz um ein Glucosezentrum 10 Gallussäure-Einheiten (Penta-digalloyl-glucose, vgl. Symbolformel rechts, entsprechend der empirischen Summenformel C76H52O46), kommerzielle Tanninsäure besteht jedoch aus Molekülen mit 2–12 Gallussäure-Resten. Bei pharmazeutischen Qualitäten entfallen im Mittel auf jedes Glucosemolekül 6 bis 9 Gallussäurereste.
Tanninsäure hat antibakterielle, antienzymatische und adstringierende Wirkung. Bei erhöhter oraler Aufnahme kann es zu einer akuten Gastroenteritis, Lebernekrose und Nephritis kommen. Tödliche Dosen führen zu Krämpfen und Atemstillstand.

## Industrielle Verwendung
Tanninsäure wird in vielen industriellen Bereichen verwendet:

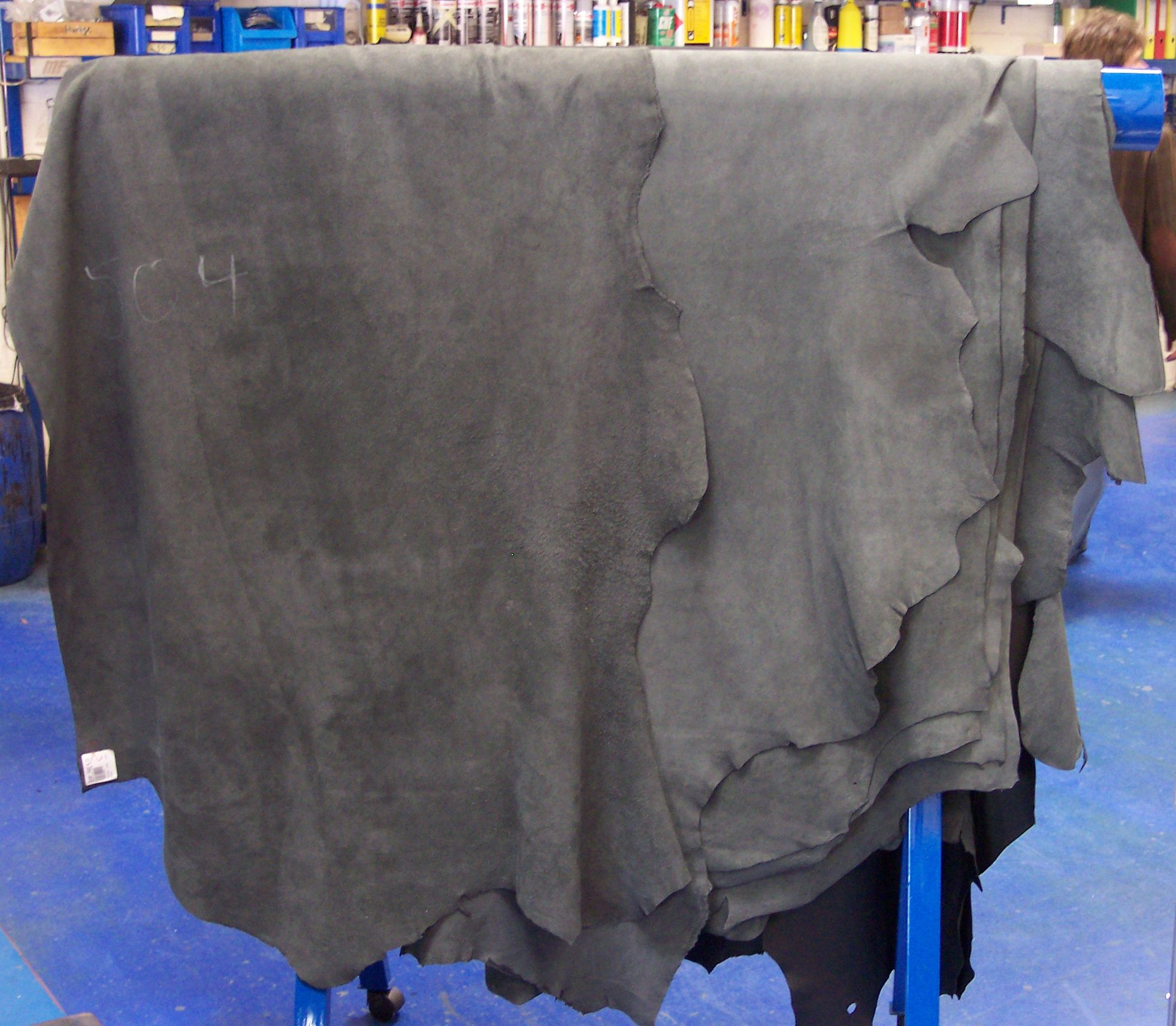
Gegerbtes Leder

- als Rohstoff für Gallussäure und Pyrogallol
- Beizmittel (Tanninsäure wird in der Präparation für die Elektronenmikroskopie häufig eingesetzt, um die Feinstruktur fibrillärer Elemente (Mikrotubuli, Mikrofilamente) bzw. Details der Plasmamembran (z. B. Darstellung des Clathringerüsts im „Coated Pit“) hervorzuheben.[10])
- zum Färben[8]
- Erzflotationsmittel
- Konversionsbeschichtung
- Futtermittelzusatzstoff
- Deodorant
- Tintenherstellung
- Papierleimung
- Ledergerbung

## Verwendung in der Medizin
Tanninsäure wird lokal, in Form von Spülungen (0,5 bis 1 %), Salben (5 %) oder Pinselungen (10 bis 20 %) als Adstringens – hauptsächlich an den Schleimhäuten – verwendet.
Das Fällungsprodukt von Eiklar oder Casein mit Tannin ergibt Tannin-Eiweiß (Albumintannat, Tanninalbuminat), ein den Magen nicht belastendes Darmadstringens. Es ist angezeigt zur oralen Behandlung unspezifischer akuter Durchfälle, wie Sommer- oder Reisedurchfälle. In der gleichen Indikation kann die Komplexverbindung Gelatinetannat verwendet werden. Die Verbindung Silbereiweiß-Acetyltannat wird zur Herstellung von Augen- und Nasentropfen eingesetzt.
Die orale Gabe bei Blutungen, chronischem Durchfall, blutigem Urin, schmerzhaften Gelenken, anhaltendem Husten und Krebs ist auf DrugBank erwähnt. Früher wurde Tanninsäure als Gegenmittel gegen verschiedene Gifte eingesetzt.
Fertigpräparate
Tannalbin (D), Tannacomp (D), Tasectan (CH)
Rezepturpräparate nach dem NRF
Die Sammlung des Neuen Rezeptur-Formulariums (NRF) enthält eine Reihe von Rezepturen, in denen Tanninsäure zur lokalen Behandlung, teilweise in Kombination mit anderen Wirkstoffen wie Betamethason, Triamcinolon, Erythromycin oder Zinkoxid, verarbeitet wird.